# WH Rembertow
Die Fußballmannschaft Wehrmacht Heer Rembertow (kurz: WH Rembertow), aufgestellt von der Garnison der deutschen Besatzungstruppen im Warschauer Vorort Rembertów, nahm 1942 bis 1944 an den Punkte- und Pokalspielen der Gauliga Generalgouvernement teil.

## Geschichte
Die Garnisonself von Rembertow trat erstmals 1942 in der Gauliga an. In der Saison 1943/44 wurde die Mannschaft Meister im Distrikt Warschau. In der über den Titel entscheidenden Partie besiegte sie die SGO Warschau, die im Vorjahr Distriktmeister geworden war, mit 7:0. Zur Endrunde um die Gaumeisterschaft, die im Ligasystem (Jeder gegen jeden) unter den fünf Distriktmeistern (Warschau, Radom, Lublin, Krakau, Galizien) ausgetragen wurde, trat die Mannschaft stark ersatzgeschwächt an. Sie blieb sieglos und erreichte nur den vierten Platz unter den fünf Endrundenteilnehmern.
Mit dem Rückzug der Wehrmacht vom Ostufer der Weichsel angesichts des Vormarschs der Roten Armee im Juli 1944 löste sich die Mannschaft auf.

## Erfolge
- Meister des Distrikts Warschau: 1944

## Bekannte Spieler
- Ernst Sabeditsch